# Köveskál
Köveskál je obec v Maďarsku v župě Veszprém.
Rozkládá se na ploše 14,49 km² a v roce 2024 zde žilo 306 obyvatel.